# Tolberter Petten
De Tolberter Petten is een gebied van ongeveer 200 hectare in de Nederlandse provincie Groningen. In het gebied staan veertig panden, waaronder tien boerderijen. De Tolberter Petten zijn ontstaan door het afgraven van laagveen. Hierdoor ontstonden gaten die zich vulden met water, de zogenaamde petgaten. Tijdens de crisis van 1930-1940 zijn de gaten aan de zuidkant in de jaren tot 1934 dichtgegooid door Ontginningsmaatschappij De Vereenigde Groninger Gemeenten, ten behoeve van de werkverschaffing. Op dit nieuwe land zijn in 1939 nieuwe boerderijen gebouwd, waarop zich acht Friese boeren vestigden, die daar gemengde bedrijven begonnen, dus met veeteelt en akkerbouw.  
De ontginning in de jaren 1930 en de daarmee gepaarde teloorgang van de natuur ter plaatse vormde de directe aanleiding voor de oprichting van natuurbeheerorganisatie Het Groninger Landschap. 

## Ligging
Aan de zuidkant van de Petten loopt de A7, aan de westkant ligt het dorp Boerakker en aan de noordzijde 't Kret.

## Veen
Het veen uit de Tolberter Petten was zout, omdat het gebied in een oude zeearm van de voormalige rivier de Oude Riet ligt. Hierdoor was het veen wit uitgeslagen, en werd het gebruikt door armelui, want het verbranden van zouthoudende turf was slecht voor de kachel en veroorzaakte walm en stank. Na 1930 werd er hier nog maar zelden veen gewonnen, omdat kolen het gebruik van veen terugdrongen. In de Tweede Wereldoorlog werd hier nog af en toe veen opgegraven, maar nauwelijks meer na 1945.

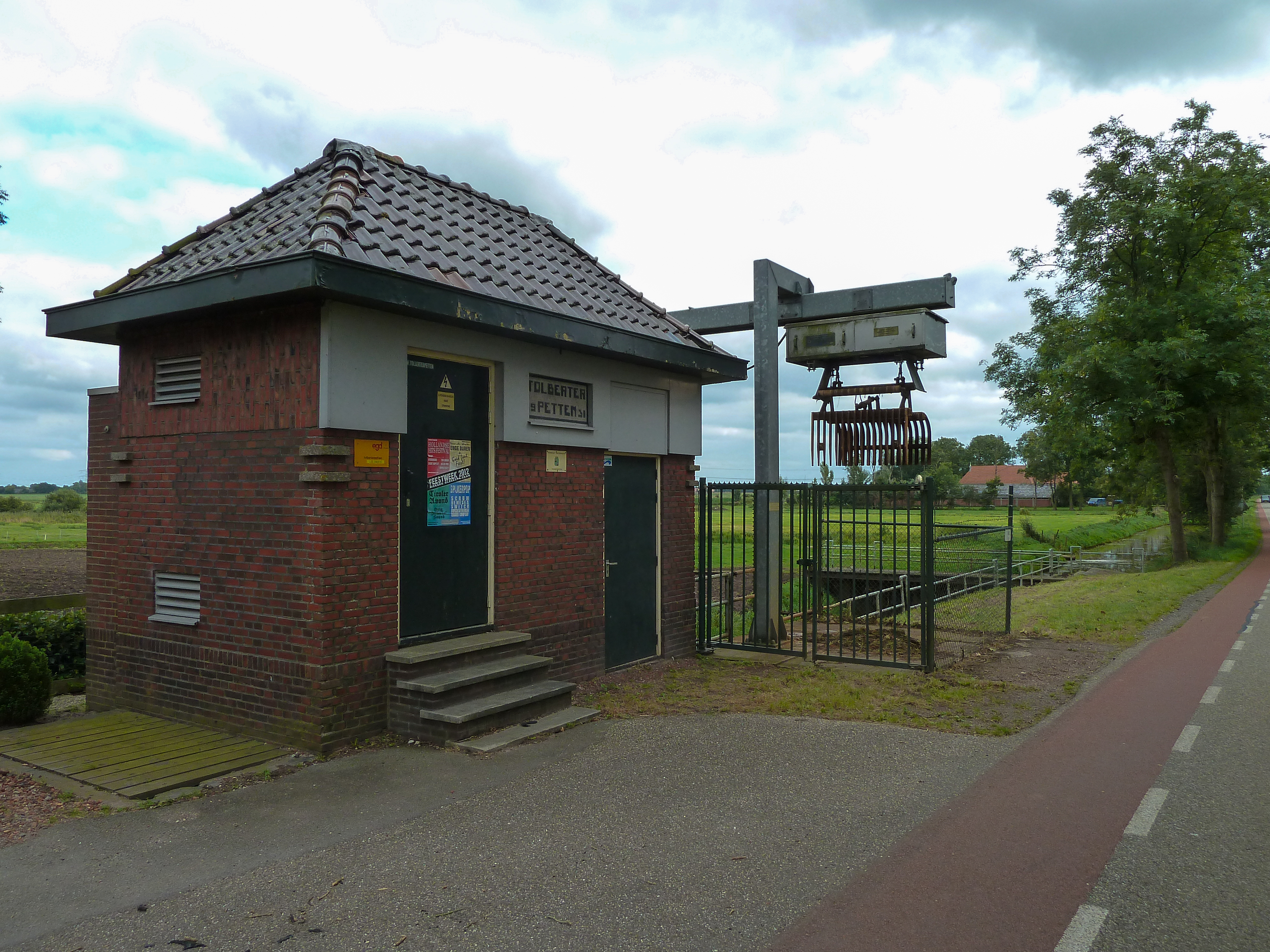
Gemaal Tolberter Petten naast 't Kret